# ポートオーガスタ
ポートオーガスタ（英語: Port Augusta）は、オーストラリアの南オーストラリア州にある都市。人口は1万2896人（2016年）。州都アデレードから322km北、エアー半島東岸に位置している。都市名の由来は、入植当時の南オーストラリア州知事ヘンリー・ヤングの妻オーガスタ・ソフィアに因む。政治的には労働党の支持者が多い。

## 人口動態と経済
2016年国勢調査によれば、ポートオーガスタはエアー半島ではワイアラ、ポートリンカーンに次いで3番目に大きい都市を形成している。人口の49.3%は女性であり、83.7%はオーストラリア生まれ、19.2%はアボリジニである。
最も多い職業は、技術者や貿易者 (16%)、コミュニティ・個人サービス業 (15.4%) で、失業者はおよそ7%。人口の17.4%はカトリックを信仰しているが、26.2%は無宗教である
2016年に石炭火力発電所が閉鎖され、電気料金の上昇が問題化している。

## 交通
高速道路プリンセスハイウェイがシドニーとの間に、大陸鉄道が西オーストラリア州のカルグーリーまで通っている。ポートオーガスタ空港からはシャープ航空が、アデレードとの間を1日2便結んでいる。
1878年、町は提案されていた 2,500 km (1,600 mi) 離れたダーウィンへ向かう南北大陸横断鉄道の南端となった。この 3 ft 6 in (1,067 mm) の狭軌は、その後、1910年に連邦によって引き継がれ、中央オーストラリア鉄道と改名された。1929年、アリススプリングスにある終着駅まで鉄道が延長された。
1913年から1917年にかけて、長さ 2,000 km (1,200 mi) の東西大陸横断鉄道（トランスオーストラリア鉄道）がポートオーガスタから西オーストラリア州のカルグーリーへ向けて建設された。1937年にポートピリーに延長されるまで、ポートオーガスタで軌間の差を引き起こすこととなった本土州間の軌間調整の長期計画の一部として標準軌が建設された。
標準軌のアデレード-ダーウィン鉄道は、2003年に最終的に完成した。ポートオーガスタは、シドニー-パース鉄道の大陸横断路線インディアンパシフィックや、アデレード、アリススプリングス、ダーウィンの間の路線ザ・ガンの停車駅となっている。各方面につき毎週2便、到着する。
1990年代に、ポートオーガスタとコーンの間の狭軌はピチリチ鉄道として再開した。
| 前の駅                  |                          | グレートサザンレールウェイ |                          | 次の駅                        |
| ----------------------- | ------------------------ | -------------------------- | ------------------------ | ----------------------------- |
| ピンバ(東パース方面 )   | インディアンパシフィック | インディアンパシフィック   | インディアンパシフィック | ポートピリー(シドニー方面 )   |
| ピンバ(ダーウィン方面 ) | ザ・ガン                 | ザ・ガン                   | ザ・ガン                 | ポートピリー(アデレード方面 ) |

## 気候
ポートオーガスタは、温暖砂漠気候（ケッペンの気候区分: BWh）である。
| ポートオーガスタの気候      | ポートオーガスタの気候 | ポートオーガスタの気候 | ポートオーガスタの気候 | ポートオーガスタの気候 | ポートオーガスタの気候 | ポートオーガスタの気候 | ポートオーガスタの気候 | ポートオーガスタの気候 | ポートオーガスタの気候 | ポートオーガスタの気候 | ポートオーガスタの気候 | ポートオーガスタの気候 | ポートオーガスタの気候 |
| 月                          | 1月                    | 2月                    | 3月                    | 4月                    | 5月                    | 6月                    | 7月                    | 8月                    | 9月                    | 10月                   | 11月                   | 12月                   | 年                     |
| --------------------------- | ---------------------- | ---------------------- | ---------------------- | ---------------------- | ---------------------- | ---------------------- | ---------------------- | ---------------------- | ---------------------- | ---------------------- | ---------------------- | ---------------------- | ---------------------- |
| 平均最高気温 °C （°F）      | 32.0 (89.6)            | 31.9 (89.4)            | 29.3 (84.7)            | 25.1 (77.2)            | 20.5 (68.9)            | 17.6 (63.7)            | 16.9 (62.4)            | 18.5 (65.3)            | 21.6 (70.9)            | 25.1 (77.2)            | 28.2 (82.8)            | 30.2 (86.4)            | 24.7 (76.5)            |
| 平均最低気温 °C （°F）      | 19.4 (66.9)            | 19.7 (67.5)            | 17.6 (63.7)            | 14.2 (57.6)            | 10.9 (51.6)            | 8.3 (46.9)             | 7.3 (45.1)             | 8.1 (46.6)             | 10.4 (50.7)            | 13.3 (55.9)            | 15.9 (60.6)            | 17.9 (64.2)            | 13.6 (56.5)            |
| 降水量 mm （inch）          | 22.9 (0.902)           | 18.8 (0.74)            | 15.1 (0.594)           | 14.3 (0.563)           | 27.1 (1.067)           | 23.9 (0.941)           | 23.9 (0.941)           | 23.5 (0.925)           | 25.3 (0.996)           | 25.8 (1.016)           | 19.4 (0.764)           | 16.0 (0.63)            | 255.7 (10.067)         |
| 出典：Bureau of Meteorology |                        |                        |                        |                        |                        |                        |                        |                        |                        |                        |                        |                        |                        |

## 姉妹都市
- コンセプシオン・デ・ラ・ベガ（ドミニカ共和国）